# Персида Пинтеровић
Персида Пинтеровић (Рума, 1844 — Београд, 1895) била је српска учитељица, управница школе, хуманиста и болничарка.

## Педагошки рад
Рођена је у породици угледних родитеља Настасије и Станка, трговца. После завршене Женске учитељске школе у Бечкереку (Зрењанину), запослила се у Шапцу. После успешног почетка и награда, по савету Љубомира Ненадовића, познатог српског књижевника и тадашњег изасланика Министарства просвете прелази за Београд. У Београду је 1864. године положила стручни испит и била је постављена за наставницу на Вишој женској школи, где је предавала српски и немачки језик, књижевност, методику, краснопис и ручни рад. За време школовања, код ње је становала Драга Љочић, прва жена лекар у Србији.
Као награду за свој педагошки рад, добила је стипендију за усавршавање у Пруској, где је отишла 1874. године, да би по повратку наставила са радом на Вишој женској школи. Године 1894. наследила је Катарину Миловук на месту управатељице школе.

## Хуманитарни рад
У миру је била веома активна у „Женском друштву”, да би од 1887. године била на њеном челу. У време српско-турског и српско-бугарског рата била је болничарка и за све што је тада учинила одликована је Похвалницом Црвеног крста и Сребрном медаљом.
Умрла је у Београду 2. јуна 1895. године.